# Kruszyna (Garwolin)
Pour les articles homonymes, voir Kruszyna.
Kruszyna (prononciation : [kruˈʂɨna]) est un village polonais de la gmina de Trojanów dans le powiat de Garwolin de la voïvodie de Mazovie dans le centre-est de la Pologne.
Il se situe à environ 28 kilomètres au sud de Garwolin (siège du powiat) et à 78 kilomètres au sud-est de Varsovie (capitale de la Pologne).
Le village possède approximativement une population de 140 habitants en 2008.

## Histoire
De 1975 à 1998, le village appartenait administrativement à la voïvodie de Siedlce.